# برنارد إيسل
برنارد إيسل (بالألمانية: Bernhard Eisel)‏ مواليد 17 فبراير 1981 في النمسا، هو دراج نمساوي في صنف سباق الدراجات على الطريق. شارك في دورة الألعاب الأولمبية الصيفية.

## سجل النتائج

### سباقات أو مراحل فاز بها
- طواف سويسرا

### المراكز
- حقق المركز الـ 8 في طواف قطر 2011
- حقق المركز الـ 5 في طواف قطر 2013

## روابط خارجية
- برنارد إيسل على موقع الاتحاد الدولي للدراجات (الإنجليزية)
- برنارد إيسل على موقع أرشيف الدراجات (الإنجليزية)
- برنارد إيسل على موقع إحصائيات الدراجات الإحترافية (الإنجليزية)
- برنارد إيسل على موقع نسبة الدراجات (الإنجليزية)
- برنارد إيسل على موقع CycleBase (الإنجليزية)
- برنارد إيسل على موقع أوليمبيديا (الإنجليزية)
- Bernhard Eisel profile